# Vibrante múltipla alveolar
| Vibrante múltipla alveolar | Vibrante múltipla alveolar |
| -------------------------- | -------------------------- |
| AFI – número               | 122                        |
| AFI – Unicode              | r                          |
| AFI – imagem               |                            |
| Entidade HTML              | &#114;                     |
| X-SAMPA                    | r                          |
| Kirshenbaum                | r<trl>                     |
| Som Exemplo                |                            |

A vibrante múltipla alveolar é um tipo de fone consonantal empregado em alguns idiomas. O símbolo deste som tanto no alfabeto fonético internacional quanto no X-SAMPA é "r". Este som ocorre em alguns sotaques regionais do português. É mais comum no espanhol, onde ocorre em palavras como "rato" e "perro".

## Características
- Seu modo de articulação é vibrante múltiplo.
- Seu ponto de articulação é alveolar.
- É sonora em relação ao papel das pregas vocais.
- É oral em relação ao papel das cavidades bucal e nasal.